# Ми-38
 Ми-38 је средње-тешки вишенаменски хеликоптер који се користи за средње удаљености. Хеликоптер је пројектовао конструкторски биро „Миљ“-а, а производи га фабрика хеликоптера у Казању. Може извршавати задатке дању и ноћу, у различитим климатским и временским условима. Превози до 30 путника или 5 тона терета у кабини, или 6 тона подвесно. Званично је признато пет светских рекорда, које је Ми-38 поставио у 2012. години. Планира се да ће заменити Ми-8 и Ми-17 у Руском ратном ваздухопловству, а производиће се и у цивилним верзијама.

## Историја и развој
Историја Ми-38 почиње на врхунцу совјетске интервенције у Авганистану , 1983. године, када се почиње размишљати о наследнику Ми-8, али у неким видовима и Ми-6. Сва искуства стечена употребом тих хеликоптера у рату требало је да буду укомпонована у нови дизајн. Са пројектовањем хеликоптера почело се још далеке 1988. године. План је био да се почне са серијском производњом 1996. године. На Париском авиомитингу 1989. године, представљена је макета хеликоптера, а већ је постојао модел у природној величини. 
Први проблеми јављају се почетком деведесетих година, са распадом СССР-а и смањењем финансијских средстава расположивих за развој нових пројеката. Како би се програм одржао у животу, долази до удруживања завода за производњу хеликоптера Миља и Казањске фабрике хеликоптера, те произвођача мотора Климов. Године 1992. француско - немачки конзорцијум Еурокоптер изражава жељу да се прикључи програму, и то на подручју у којем је Русија заостајала за западом - електроници. Опремањем хеликоптера западним системима такође се омогућавало цертифицирање по свим релевантним стандардима: ЈАР-29, ФАР-29 и ЕАСА 29, што је повећало извозни потенцијал самог хеликоптера. 1994. нови партнери у програму оснивају нову компанију названу ЕУРОМИЛ, где Еурокоптер, осим добављања авионике, преузима улогу саветовања руских партнера о сертификацији, те пословима везаним за извоз. 
Партнерство се темељило на подели ризика, те је сваки партнер имао 25% удела у власништву нове компаније. Године 1996. из компаније излази Климов, његов удео у ЕУРОМИЛ равномерно деле преостали партнери. Ускоро постаје јасно да Климов неће моћи испоручити планирану погонску групу ВК-3000 у предвиђено време. ЕУРОМИЛ је нашао решење у турбовратилном мотору PW-127ТS, деривату турбопроп мотора PW-127 снаге 2500 кс у полетном режиму, те 3600 кс у случају нужде (отказа једног мотора). Потписан је уговор са компанијом Прет-Витни Канада о испоруци два мотора за први прототип Ми-38, још се рачунало да ће Климов успети испоручити ВК-3000 у року за уградњу на прототипове који су у плану. У то време требало је развијати два основна модела: један с уграђеном западном авиоником и PW-127ТS моторима, а један са руском авиоником и моторима ВК-3000. 
Прва два експериментална примерка Ми-38 узлетела су са канадским моторима. Међутим, после руско-грузијског конфликта 2008. године, Канађанима је испоруке мотора у Русију забранио Стејт департмент САД, који није желео да се мотори уграђују на вишенаменске хеликоптере, који се по жељи, могу користити и у војне циљеве. Једини излаз био је у томе да се пројектује сопствени домаћи мотор, ради наставка програма Ми-38. У фабрици ОАД „Климов“ направљен је мотор модификације ТВ7-117В (ВК-3000).
Његова снага је у старту већа за 300 коњских снага, али је он и тежи.
Октобра 2014. године, четврти предсеријски прототип средњег вишенаменског хеликоптера Ми-38 послат у летачко-опитну базу Московске фабрике хеликоптера „М. Л. Миљ“, ради припреме за сертификацијска испитивања. Пошто је прошао сва потребна тестирања, очекује се да нови хеликоптер, који представља наду хеликоптерске индустрије у Русији, крене у серијску производњу. Од свог претходника, трећег прототипа Ми-38, четврти се разликује по систему напајања горивом, који је отпоран на ударе, као и по већим отворима за прозоре. Ипак, оно што је најважније код ова два експериментална обрасца су руски мотори: два турбоосовинска ТВ7-117В произведена у фабрици „Климов“. На тај начин је Ми-38 постао први хеликоптер који је у потпуности састављен од руских делова.

## Конструкција
Хеликоптер је класичног дизајна, који се састоји од трупа и репне греде, те носећег и репног ротора Х профила. Сам облик трупа хеликоптера је изведен тако да изазива што мањи аеродинамички отпор ваздуха, те је постигнут врло висок степен аеродинамике. Структура трупа је типа полумонокок. Састоји се од трослојних дуралуминијумских панела и композиционих материјала, спајаних нитнама. Секундарна структура, израђена је од композита, укључује носну конструкцију, горњи панел кокпита, оплату мотора и горња врата на рампи. Репна греда је металне конструкције са потпуно покретним стабилизаторима. Хеликоптер је предвиђен за операције дању и ноћу у разним временским и климатским условима, при температурама од -50 °C до + 60 °C. Употреба нових технологија у изради и материјала високе чврстоће омогућило је смањење времена одржавања на мање од 0,95 сати рада на сат лета. Траспортна кабина је опремљена са три излаза: на левој страни, одмах иза кокпита, налазе се путничка врата, на десној страни јесу нешто шира врата која се користе приликом извлачења унесрећених, помоћу дизалице, док се са задње стране налази хидраулични покретана рампа за утовар терета и улаз возила. Осим главних излаза на трупу има и више излаза за случај нужде. У дну теретне кабине налази се отвор кроз који се спушта сајла за ношење подвесног терета, која се причвршћује, као и код Ми-8, за плафон кабине. Кабина је дуга 6,8 m без рампе, широка 2,34 m, а висока 1,8 m.
Носивост хеликоптера је 5000 kg у теретном простору или 6000 kg, ако се користи за преношење подвесног терета. У зависности од конфигурације, у теретни простор стане 30 путника или 16 лежајева, у случају медицинских задатака, док је у ВИП варијанти предвиђен превоз 12 путника. Теретна кабина је опремљена ваљчићима у поду и електричном шинском дизалицом на плафону за лакшу манипулацију палетираним теретом. Код десних врата у кабини се налази дизалица са витлом носивости 300 kg, која се приликом коришћења електромотором извлачи ван кабине кроз врата.
Шест резервоара горива капацитета 3055 килограма, који се налазе испод пода теретне кабине израђено, је тако да спрече запаљење, а чак при паду са висине од 15 метара гориво се неће излити. Пилотска кабина је од теретне одвојена преградом у коју је уграђена електроника, а за разлику од осмице, због високог степена аутоматизације посада се састоји од пилота и копилота, а летни техничар више није потребан. Копилот ће бити потребан само код превоза путника . Мотори се налазе иза главног редуктора, а унутар аеродинамичког одељка теретне кабине. Уводенице ваздуха мотора са сепараторима честица се налазе на боковима, тим решењем знатно се смањио отпор ваздуха у односу на хеликоптере који имају моторе са усисницима који се налазе у правцу лета. Такође је на минимум сведена могућност усисавања страног објекта приликом прогресивног лета. Хеликоптер поседује неувлачећи трап типа трицикл. Главна шасија је опремљена уљано-пнеуматским амортизерима са по једним точком, док је носна нога самоцентрирајућа и поседује два точка. На Ми-38 је уграђена и опрема која осигурава, неко време, плутање хеликоптера у случају принудног слетања на водену површину.

## Карактеристике Ми-38
- Брзина крстарења - 285 km/h
- Максимална брзина: 320 km/h
- Највећа висина лета: 8.500 m
- Однос потисак / тежина: 260 W / kg
- Мотори: 2 × PW127ТС или Климов ТВ7-117В турбоосовинска мотора
- Долет: 1.300 km
- Долет са теретом масе 3000 kg - 660 km
- Долет са теретом масе 5000 kg - 420 km
- Максимална полетна маса - 15600 kg
- Максимална полетна маса са теретом на спољној подвесци - 16200 kg
- Капацитет: 6 тона терета или 30 путника

При самом сврставању хеликоптера у тежински разред имамо дилему. Руси, наиме, имају мало више стандарде кад је реч о подели авиона по тежини, што није чудно с обзиром на то да су они конструисали Антонов Ан-124 и Ми-26 . Тако да по руској категоризацији максимална полетна тежина Ми-38 од 16 тона га сврстава у ред средњих хеликоптера, док по америчким стандардима спада у тешке хеликоптере.

## Рекорди
Крајем августа 2012. године, на светском шампионату у хеликоптерском спорту, екипа Московског хеликоптерског завода „Миљ“ оборила је одједном три светска рекорда на хеликоптеру Ми-38 ОП-2 у класи E-1h (категорија FAI) за хеликоптере полетне масе од 10 000 до 20 000 килограма. Пилоти су се подигли на 8620 метара без терета, а након тога на три километра за шест минута, а потом на шест км за 10 минута и 52 секунде. Убрзо потом, у септембру исте године, пилоти су оборили још два рекорда: рекорд висине (7895 м) са теретом од 1000 килограма и рекорд висине лета (7020 м) са теретом од 2000 килограма.